# Regione Centrale (Togo)
La Regione Centrale (ufficialmente Région Centrale, in francese) è una delle 5 regioni del Togo con capitale Sokodé. Le altre città principali sono Tchamba e Sotouboua.

## Geografia antropica

### Suddivisioni amministrative
La regione è suddivisa in 4 prefetture:
|  | - Blitta - Sotouboua - Tchamba - Tchaudjo |